# Ота Масаміцу
Ота Масаміцу (太田 雅光, 1892 – 1975) — японський ксилограф. Один з майстрів течії шін-ханґа. Творив також під іменем Ота Ґако. 
Усе життя Ота було пов'язане з театром кабукі. Вн відомий, перш за все, своїми портретами, які підкреслювали індивідуальність акторів, використовуючи насичені кольори та складні дизайни. Окрім цього Ота також ілюстрував видання з п'єсами та зібрання відомих костюмів для кабукі. Дві найвідоміші колекції його робіт — Showa Butai Sugata (昭和舞台姿, 1950) та Gendai Butai Geika (現代舞台芸花, 1955) — включали по дванадцять принтів кожна. Вони передають високий рівень реалізму, досягнути якого Ота вдалося завдяки використання технік західного мистецтва та увазі до деталей.